# Шулдат (Боготольский сельсовет)
Шулдат — посёлок в Боготольском районе Красноярского края России. Входит в состав Боготольского сельсовета.

## География
Посёлок находится на расстоянии примерно 5 км к востоку-северо-востоку (ENE) от города Боготол, административного центра района.

## Население
| 2010 |
| ---- |
| 19   |

### Гендерный состав
По данным Всероссийской переписи в 2010 году в посёлке проживали 6 мужчин и 13 женщин.

## Транспорт
В посёлке расположен одноимённый остановочный пункт Красноярской железной дороги.